# 笑福亭純瓶
笑福亭 純瓶（しょうふくてい じゅんぺい、1963年4月20日 - ）は、日本の落語家（上方噺家）。所属事務所は松竹芸能。本名は、松村 知明（まつむら ともあき）。血液型はB型。大阪府堺市生まれ。清教学園高校卒業。

## 来歴・人物
叔母が2代目渋谷天外の家政婦をしていた。
水泳コーチを経て、1984年6月に笑福亭鶴瓶に入門（3番弟子）。初名は、四瓶（しびん）。松鶴が命名。
さまざまなジャンルの草分けタレント。海外ロケタレントの草分け「おはよう朝日です」、中継タレントの草分け「朝だ！生です旅サラダ」、テレビショッピングタレントの草分け、怪談師タレントの草分け。2022年現在はびわ湖放送の番組に出演。
海外ロケでトゥーマノ・ロンゴロンゴという現地の若い女性に見染められ、優秀な種を残す目的で執拗に迫られる。

## 出演番組

### テレビ
- キラりん滋賀 Friday（びわ湖放送、金 17:15 - 18:45）
- おうみをDIGZAG（びわ湖放送、第3土曜 21:00 - 21:54、再放送 第4土曜 13:00 - 13:55）

## 過去の出演番組

### テレビ
- キラりん滋賀545（びわ湖放送、月 - 金 17:45 - 18:50）※水・木曜担当。
- ときめき滋賀's（びわ湖放送、第4土 13:00 - 14:55）
- 週刊カラオケざんまい（奈良テレビ）
- 朝だ!生です旅サラダ（朝日放送テレビ制作・テレビ朝日系列）1995年4月から1996年3月まで（生中継リポーター）　※後任は松尾伴内その後、ラッシャー板前に交代して現在に至る。

## ラジオ
- 村上祐子のラジオかまい隊（KBS京都ラジオ）
- おーい！びわこ！　純瓶・一美のぐるっと琵琶湖（KBS滋賀）（金／15時 - 16時45分　2005年4月）　-稲野一美